# Patrick St. Esprit
Patrick St. Esprit (California, 18 maggio 1954) è un attore statunitense noto per l'interpretazione di Elliott Oswald nella serie televisiva Sons of Anarchy, del comandante Robert Hicks in S.W.A.T. e di Romulus Thread nel film del 2013 Hunger Games: La ragazza di fuoco.

## Filmografia parziale

### Cinema
- Inviati molto speciali (I Love Trouble), regia di Charles Shyer (1994)
- The Protector, regia di Jack Gill (1998)
- Non è un'altra stupida commedia americana (Not Another Teen Movie), regia di Joel Gallen (2001)
- We Were Soldiers - Fino all'ultimo uomo (We Were Soldiers), regia di Randall Wallace (2002)
- King of the Ants, regia di Stuart Gordon (2003)
- Atterraggio d'emergenza (Crash Landing), regia di Jim Wynorski (2005)
- United 93 , regia di Paul Greengrass (2006)
- Smokin' Aces, regia di Joe Carnahan (2006)
- Green Zone, regia di Paul Greengrass (2010)
- Super 8 , regia di J. J. Abrams (2011)
- Hunger Games: La ragazza di fuoco (The Hunger Games: Catching Fire), regia di Francis Lawrence (2013)
- The Last of Robin Hood, regia di Wash Westmoreland e Richard Glatzer (2013)
- Draft Day, regia di Ivan Reitman (2014)
- Truth - Il prezzo della verità (Truth), regia di James Vanderbilt (2015)
- Independence Day - Rigenerazione (Independence Day: Resurgence), regia di Roland Emmerich (2016)
- Io sono vendetta - I Am Wrath (I Am Wrath), regia di Chuck Russell (2016)
- Trafficanti (War Dogs), regia di Todd Phillips (2016)
- Fast & Furious 8 (The Fate of the Furious), regia di F. Gary Gray (2017)
- Acts of Violence, regia di Brett Donowho (2018)

### Televisione
- Quelli della pallottola spuntata (Police Squad!) – serie TV, un episodio (1982)
- Supercar (Knight Rider) – serie TV, un episodio (1985)
- Hunter - serie TV, due episodi (1989-1991)
- Matlock – serie TV, un episodio (1990)
- Walker Texas Ranger (Walker, Texas Ranger) – serie TV, 5 episodi (1993-2001)
- Angel – serie TV, un episodio (2002)
- Desperate Housewives – serie TV, un episodio (2007)
- Saving Grace – serie TV (2007-2010)
- Criminal Minds – serie TV, un episodio (2008)
- Sons of Anarchy – serie TV (2008-2014)
- Dr. House - Medical Division (House, M.D.) – serie TV, episodio 6x13 (2010)
- Castle – serie TV, un episodio (2010)
- NCIS - Unità anticrimine (NCIS) – serie TV, episodio 6x17 (2009)
- The Mentalist – serie TV, un episodio (2010)
- The Chicago Code – serie TV, 4 episodi (2011)
- NCIS: Los Angeles – serie TV, 4 episodi (2011-2017)
- CSI: NY – serie TV, un episodio (2012)
- Body of Proof – serie TV, un episodio (2012)
- Rizzoli & Isles – serie TV, episodio 3x04 (2012)
- Laguna blu - Il risveglio (Blue Lagoon: The Awakening), regia di Jake Newsome e Mikael Salomon – film TV (2012)
- Scandal – serie TV, 2 episodi (2013)
- Revolution – serie TV, 3 episodi (2013)
- Hawaii Five-0 – serie TV, 2 episodi (2014)
- Homeland - Caccia alla spia (Homeland) – serie TV, un episodio (2014)
- Narcos – serie TV, 8 episodi (2015-2016)
- The Last Ship – serie TV, 2 episodi (2016)
- S.W.A.T. – serie TV (2017-2025)
- Unsolved – serie TV, 3 episodi (2018)

## Doppiatori italiani
Nelle versioni in italiano delle opere in cui ha recitato, Patrick St. Esprit è stato doppiato da:
- Saverio Indrio in Atterraggio d'emergenza, CSI: Miami, The Glades, CSI: NY, Rizzoli & Isles, Body of Proof
- Stefano De Sando in United 93, Castle, Independence Day - Rigenerazione
- Gerolamo Alchieri in The Shield (ep. 6x05), The Closer, Hunger Games: La ragazza di fuoco
- Sergio Di Giulio in Desperate Housewives, L'ultimo pellerossa, Criminal Minds
- Oliviero Dinelli in Quelli della pallottola spuntata, Unsolved
- Gianni Giuliano in Cold Case - Delitti irrisolti, Truth - Il prezzo della verità
- Ambrogio Colombo in The Mentalist, Scorpion
- Antonio Sanna in Io sono vendetta - I Am Wrath, Fast & Furious 8
- Francesco Pannofino in Top Secret
- Wladimiro Grana in Inviati molto speciali
- Antonio Palumbo in Angel
- Alberto Angrisano in X-Files
- Giovanni Petrucci in Detective Monk
- Massimo Gentile in Smokin' Aces
- Antonio Angrisano in Sleeper Cell
- Luca Ward in Saving Grace
- Roberto Stocchi in The Shield (ep. 7x07)
- Massimo Rinaldi in Sons of Anarchy
- Roberto Draghetti in Senza traccia
- Gianluca Machelli in Dr. House - Medical Division
- Teo Bellia in Mental
- Enrico Di Troia in NCIS - Unità anticrimine
- Massimo Rossi in NCIS: Los Angeles
- Francesco Prando in Laguna blu - Il risveglio
- Vladimiro Conti in CSI - Scena del crimine
- Luca Biagini in Draft Day
- Pierluigi Astore in Hawaii Five-0
- Roberto Certomà in Homeland - Caccia alla spia
- Domenico Brioschi in Scandal
- Pasquale Anselmo in Narcos
- Enzo Avolio in The Catch
- Davide Marzi in Ray Donovan
- Luciano Roffi in The Last Ship
- Fabrizio Pucci in Trafficanti
- Ennio Coltorti in S.W.A.T.
- Mario Cordova in Big Little Lies - Piccole grandi bugie
- Pietro Biondi in Acts of Violence

Da doppiatore è stato sostituito da:
- Oliviero Corbetta in Battlefield 4